# Derrame de petróleo en Magdalena
El mayor derrame de petróleo en agua dulce, se produjo a las 14:30 del 15 de enero de 1999, en Magdalena, provincia de Buenos Aires, Argentina. El barco "Sea Paraná", de bandera alemana, impactó contra el buque “Estrella Pampeana” de la empresa Shell (con bandera liberiana) que transportaba unos 31.500 m³ de petróleo, derramando crudo a 20 km de la costa. Se derramaron más de 5.400.000 litros de petróleo en el agua dulce del Río de la Plata.
En 2002 el municipio de Magdalena demandó por casi 35 millones de dólares a la empresa Shell por daños ecológicos en las costas y aguas del distrito. A cambio del cierre de la causa y desconocer su responsabilidad, Shell ofreció casi 10 millones de dólares y ayuda al desarrollo de Magdalena. Este convenio se llevó a un plebiscito el 24 de mayo de 2009, en el que votó el 30% de la población habilitada, aprobándose el convenio con Shell. La aprobación del convenio posteriormente ocasionó conflictos entre la empresa y el país.[cita requerida]
A diferencia de la catástrofe del Prestige, en 2002 frente a las costas de Galicia, los damnificados de Magdalena no tuvieron el amparo que en España dio el Real Decreto que disponía el pago de compensaciones de los daños ocasionados por el accidente. Tampoco se creó un Fondo de recomposición. Mucho menos algo parecido al fondo de garantía de U$S 20.000.000.000 que constituyera la British Petroleum, para indemnizar los daños que causó la explosión de la plataforma Deepwater Horizon en el golfo de México. Esos ejemplos son posteriores al derrame, pero hubo otros fondos anteriores para indemnizar los daños ambientales que podían haberse imitado si el Estado nacional y la Provincia de Buenos Aires no hubieran estado ausentes.